# Antimima buchubergensis
Antimima buchubergensis là một loài thực vật]] thuộc họ Aizoaceae. Đây là loài đặc hữu của Namibia. Môi trường sống tự nhiên của chúng là vùng cây bụi khô khu vực nhiệt đới hoặc cận nhiệt đới and vùng nhiều đá.